# ジョン・ブライリー
ジョン・ブライリー（John Richard Briley, 1925年6月25日 - 2019年12月14日）は、アメリカ合衆国の脚本家。

## 人物
ミシガン州カラマズー出身。
1943年から1946年まで空軍に勤務、ミシガン大学卒業。ゼネラル・モータースでパブリック・リレーションズを務めたのち、1955年に空軍に再度入隊、イギリスの基地に配属される。
1960年、バーミンガム大学でイギリス・ルネサンス演劇のPh.D.を取得したのち除隊、メトロ・ゴールドウィン・メイヤーに入社、1964年まで勤める。
1982年、『ガンジー』で第55回アカデミー脚本賞、第40回ゴールデングローブ賞 脚本賞を受賞した。
2019年12月14日、血液疾患により死去。94歳没。

## 主な作品
- 続・光る眼/宇宙空間の恐怖 Children of the Damned (1963)
- ラッキー・タッチは恋の戦略 That Lucky Touch (1975)
- 恐怖の魔力/メドゥーサ・タッチ The Medusa Touch (1978)
- イーグルス・ウィング Eagle's Wing (1979)
- ガンジー Gandhi (1982)
- エニグマ奇襲指令/ベルリン暗殺データバンクを強奪せよ! Enigma (1983)
- 目撃者マリー Marie (1985)
- タイパン Tai-Pan (1986)
- 遠い夜明け Cry Freedom (1987)
- コロンブス Christopher Columbus: The Discovery (1992) マリオ・プーゾ、ケイリー・ベイツと共同脚本